# 劉世傑
劉世傑，字起亭，北直隸河間府滄州（今河北省滄州市）人，明末清初政治人物，崇禎末科進士，入清，官至山東僉事。

## 生平
八月二十二日生。年十七母亲去世，随后父亲又病故，哀毁尽禮。明朝崇禎十五年（1642年）壬午科順天鄉試第二十二名舉人，十六年（1643年）联捷癸未科三甲三十八名進士，礼部觀政。明亡仕清，順治元年（1644年），授兵部武選司主事，次年，升任陝西按察使司僉事，歷官刑部河南司郎中。順治十五年，升任山東按察使司僉事、分守沂州兵備道。

## 家族
曾祖劉存信，庠生。祖父劉正蒙，以子劉生和敕封翰林院简讨、蔚州知州。父劉生敏，庠生。